# Trudofeesten

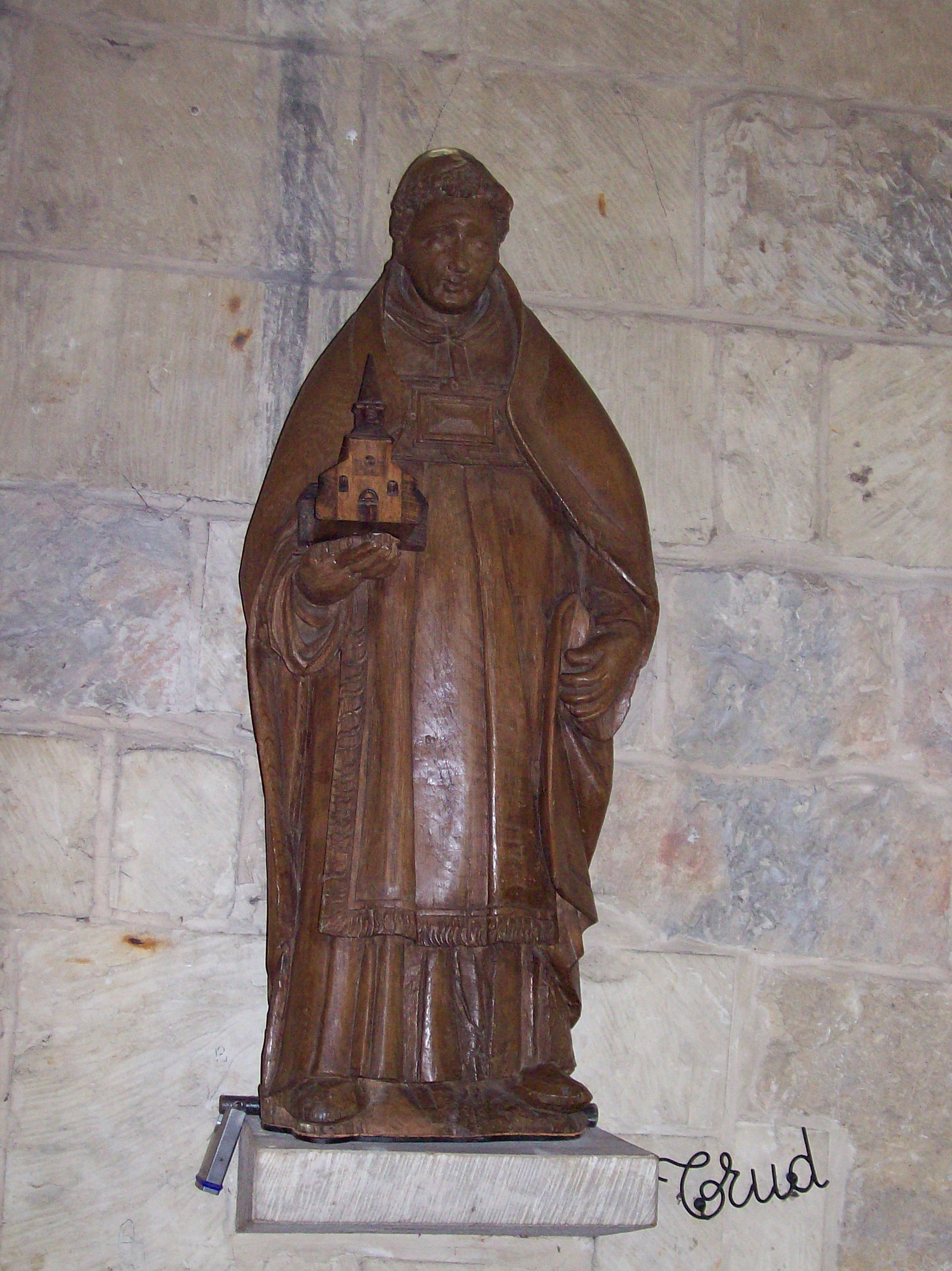
Sint-Trudo in de Sint-Gangulfuskerk in Sint-Truiden

De Trudofeesten vormen een zevenjaarlijks feest dat wordt gehouden in de Belgische stad Sint-Truiden om de stichter van de stad te eren, Sint-Trudo.

## Geschiedenis
De eerste editie van dit zevenjaarlijks feest werd in 1893 gehouden, naar aanleiding van de 1200ste verjaardag van het overlijden van de patroonheilige en stichter van de stad. Doorheen de volgende decennia evolueerden de Trudofeesten van een eenmalige ommegang in de straten naar een volledig feestjaar met tentoonstellingen en culturele manifestaties.

## Recente edities

### 2005
De Trudofeesten 2005 startten officieel op 23 november 2004, de feestdag van Sint-Trudo. Het hele jaar door werden er grote en kleinere evenementen, tentoonstellingen en culturele manifestaties georganiseerd. In augustus en september vond het kunstproject Delicious plaats, waarbij negen internationaal gerenommeerde kunstenaars de hele binnenstad tot een tentoonstellingsruimte omvormden.

### 2012
De Trudofeesten 2012 werden geopend op 23 november 2011. Er werden verschillende tentoonstellingen georganiseerd waar naast Sint-Trudo ook gefocust werd op vijf andere heiligen die banden hebben met Sint-Truiden: Sint-Eucherius (wiens relieken naast die van Sint-Trudo bewaard worden in de Onze-Lieve-Vrouwekerk), Christina de Wonderbare, Godefridus van Melveren (een middeleeuwse martelaar), Clara van Assisi (vanwege een Truiens klooster naar haar vernoemd) en Lutgardis van Tongeren (zat in een Truiens klooster). Te hunner ere werden er in september zes heiligenspelen opgevoerd.

### 2019
De Trudofeesten 2019 werden officieel gestart op 23 november 2018 met een processie met het schrijn van Sint-Trudo van de abdij van Sint-Truiden naar de Onze-Lieve-Vrouwekerk. Het was voor het eerst sedert 1984 dat er een volwaardige ommegang werd georganiseerd. Doorheen het jaar vonden er tal van activiteiten en tentoonstellingen plaats. Het hoogtepunt van het feestjaar viel op 21 en 22 september 2019, wanneer er een massaspektakel plaatsvond op de Grote Markt waarin het leven van de stichter van de stad verbeeld werd. Het feestjaar werd afgesloten op 24 november 2019 met een misviering in de Onze-Lieve-Vrouwekerk en een concert van de Koninklijke Harmonie der Gilde Sint-Truiden.

### 2026
De Trudofeesten 2026 zullen geopend worden op 23 november 2025. Onder het motto "Trudo komt thuis" staat de abdij van Sint-Truiden centraal als dé ontmoetingsplek tijdens deze editie. De gemeenteraad keurde op 26 mei 2025 het impulsreglement Trudofeesten 2026 goed, waarin onder ander 50.000 euro werd uitgetrokken voor initiatieven georganiseerd door lokale burgers en bedrijven.